# ジェフェルソン・シウヴァ・ドス・サントス
ジェフェルソン・バイアーノ（Jefferson Baiano）ことジェフェルソン・シウヴァ・ドス・サントス（Jefferson Silva dos Santos, 1995年5月10日 - ）は、ブラジル出身のプロサッカー選手。ポジションはフォワード（FW）。
Jリーグ時代の登録名はジェフェルソン・バイアーノ、Kリーグ時代の登録名はバイアーノ（ハングル: 바이아노）。

## 来歴
地元のガリシアECからECジャクイペンセに移籍。
AAサンタ・リタへの移籍後は期限付き移籍でブラジル国内のクラブを渡り歩いた。
2018年より水戸ホーリーホックに期限付き移籍。チーム最多の11得点を挙げたが、シーズン終了後に退団した。
2019年はモンテディオ山形に期限付き移籍。
2020年1月にサウジアラビアのアル・モゼル・クラブに期限付き移籍するが、この契約は2ヶ月で解消され、同年3月13日、Kリーグ2の富川FC 1995に期限付き移籍した。
2022年12月にブラジルのアライアル・ド・カボよりツエーゲン金沢に完全移籍。
2024年12月12日にツエーゲン金沢との契約満了を発表した。

## 所属クラブ
- - 2015年 ガリシアEC
- 2015年 - 2016年 ECジャクイペンセ
- 2016年 AADヴィトーリア・ダス・タボカス
- 2016年 - 2020年 AAサンタ・リタ
  - 2016年 ASA（期限付き移籍）
  - 2016年 CAブラガンチーノ（期限付き移籍）
  - 2016年 - 2017年 ASA（期限付き移籍）
  - 2017年 エルシリオ・ルスFC（期限付き移籍）
  - 2018年 水戸ホーリーホック（期限付き移籍）
  - 2019年 - モンテディオ山形（期限付き移籍）
  - 2020年1月 - 2020年3月 アル・モゼル・クラブ（英語版）（期限付き移籍）
  - 2020年3月 - 12月 富川FC 1995（期限付き移籍）
- 2021年 アル・ハラSC（英語版）
- 2022年 ホアンアイン・ザライFC
- 2023年 - 2024年 ツエーゲン金沢
- 2025年 ECジャクイペンセ
- 2025年 - フルミネンセ・フェイラFC

## Jリーグでの個人成績
| 国内大会個人成績 | 国内大会個人成績 | 国内大会個人成績 | 国内大会個人成績 | 国内大会個人成績             | 国内大会個人成績 | 国内大会個人成績 | 国内大会個人成績 | 国内大会個人成績 | 国内大会個人成績 | 国内大会個人成績 | 国内大会個人成績 |
| 年度             | クラブ           | 背番号           | リーグ           | リーグ戦                     | リーグ戦         | リーグ杯         | リーグ杯         | オープン杯       | オープン杯       | 期間通算         | 期間通算         |
| 年度             | クラブ           | 背番号           | リーグ           | 出場                         | 得点             | 出場             | 得点             | 出場             | 得点             | 出場             | 得点             |
| 日本             | 日本             | 日本             | 日本             | リーグ戦                     | リーグ戦         | リーグ杯         | リーグ杯         | 天皇杯           | 天皇杯           | 期間通算         | 期間通算         |
| ---------------- | ---------------- | ---------------- | ---------------- | ---------------------------- | ---------------- | ---------------- | ---------------- | ---------------- | ---------------- | ---------------- | ---------------- |
| 2018             | 水戸             | 9                | J2               | 34                           | 11               | -                | -                | 1                | 1                | 35               | 12               |
| 2019             | 山形             | 9                | J2               | 34                           | 7                | -                | -                | 1                | 0                | 35               | 7                |
| 2023             | 金沢             | 95               | J2               | 12                           | 0                | -                | -                | 0                | 0                | 12               | 0                |
| 2024             | 金沢             | 95               | J3               | 2                            | 0                | 0                | 0                | 0                | 0                | 2                | 0                |
| 通算             | 日本             | 日本             | J2               | 80                           | 18               | -                | -                | 2                | 1                | 82               | 19               |
| 通算             | 日本             | 日本             | J3               | 2                            | 0                | 0                | 0                | 0                | 0                | 2                | 0                |
| 総通算           | 総通算           | 総通算           | 総通算           | \|\|\|\|\|\|\|\|\|\|\|\|\|\| |                  |                  |                  |                  |                  |                  |                  |